# Coupe d'Europe des vainqueurs de coupe de football 1987-1988
Navigation
Coupe des coupes 1986-1987 Coupe des coupes 1988-1989
La Coupe d'Europe des vainqueurs de coupe 1987-1988 voit la victoire du club belge du FC Malines qui bat les Néerlandais de l'Ajax Amsterdam, tenant du titre, lors de la finale disputée au Stade de la Meinau de Strasbourg.
C'est le premier titre européen du club de Malines (pour sa première participation à une compétition européenne) et le troisième succès d'un club belge en Coupe des Coupes (après les deux victoires du RSC Anderlecht en 1976 et 1978). L'Ajax Amsterdam, qui dispute la sixième finale européenne de son histoire, est le cinquième tenant du titre à échouer en finale.
C'est l'attaquant brésilien du Sporting Portugal, Paulinho Cascavel, qui remporte le titre de meilleur buteur de l'épreuve avec six réalisations.

## Tour préliminaire
| Équipe 1     | Résultat | Équipe 2                    | Aller | Retour |
| ------------ | -------- | --------------------------- | ----- | ------ |
| AEL Limassol | 1 - 6    | FK DAC 1904 Dunajská Streda | 0 - 1 | 1 - 5  |

## Seizièmes de finale
| Équipe 1                    | Résultat | Équipe 2               | Aller | Retour            |
| --------------------------- | -------- | ---------------------- | ----- | ----------------- |
| FC Malines                  | 3 - 0    | Dinamo Bucarest        | 1 - 0 | 2 - 0             |
| St Mirren                   | 1 - 0    | Tromsø IL              | 1 - 0 | 0 - 0             |
| Real Sociedad               | 2 - 0    | Śląsk Wrocław          | 0 - 0 | 2 - 0             |
| Dynamo Minsk                | 4 - 1    | Gençlerbirliği SK      | 2 - 0 | 2 - 1             |
| Vitosha Sofia               | 2 - 3    | OFI Crète              | 1 - 0 | 1 - 3             |
| Merthyr Tydfil              | 2 - 3    | Atalanta Bergame       | 2 - 1 | 0 - 2             |
| ÍA Akranes                  | 0 - 1    | Kalmar FF              | 0 - 0 | 0 - 1 a.p.        |
| Sporting Portugal           | 6 - 4    | FC Swarovski Tirol     | 4 - 0 | 2 - 4             |
| KS Vllaznia Shkodër         | 6 - 0    | Sliema Wanderers FC    | 2 - 0 | 4 - 0             |
| RoPS Rovaniemi              | 1 - 1    | Glentoran FC           | 0 - 0 | e1 - 1            |
| 1. FC Lokomotive Leipzig    | 0 - 1    | Olympique de Marseille | 0 - 0 | 0 - 1             |
| AaB Ålborg                  | 1 - 1    | HNK Hajduk Split       | 1 - 0 | 0 - 1 ap (2-4)tab |
| Újpest FC                   | 2 - 3    | ADO La Haye            | 1 - 0 | 1 - 3             |
| FK DAC 1904 Dunajská Streda | 3 - 4    | BSC Young Boys         | 2 - 1 | 1 - 3             |
| FC Avenir Beggen            | 0 - 8    | Hambourg SV            | 0 - 5 | 0 - 3             |
| Ajax Amsterdam              | 6 - 0    | Dundalk FC             | 4 - 0 | 2 - 0             |

## Huitièmes de finale
| Équipe 1               | Résultat | Équipe 2          | Aller  | Retour |
| ---------------------- | -------- | ----------------- | ------ | ------ |
| FC Malines             | 2 - 0    | St Mirren         | 0 - 0  | 2 - 0  |
| Real Sociedad          | 1 - 1    | Dynamo Minsk      | 1 - 1e | 0 - 0  |
| OFI Crète              | 1 - 2    | Atalanta Bergame  | 1 - 0  | 0 - 2  |
| Kalmar FF              | 1 - 5    | Sporting Portugal | 1 - 0  | 0 - 5  |
| KS Vllaznia Shkodër    | 0 - 2    | RoPS Rovaniemi    | 0 - 1  | 0 - 1  |
| Olympique de Marseille | 7 - 0    | Hajduk Split      | 4 - 0  | 3 - 0  |
| ADO La Haye            | 2 - 2    | BSC Young Boys    | 2 - 1e | 0 - 1  |
| Hambourg SV            | 0 - 3    | Ajax Amsterdam    | 0 - 1  | 0 - 2  |

## Quarts de finale
| Équipe 1         | Résultat | Équipe 2               | Aller | Retour |
| ---------------- | -------- | ---------------------- | ----- | ------ |
| FC Malines       | 2 - 1    | Dynamo Minsk           | 1 - 0 | 1 - 1  |
| Atalanta Bergame | 3 - 1    | Sporting Portugal      | 2 - 0 | 1 - 1  |
| RoPS Rovaniemi   | 0 - 4    | Olympique de Marseille | 0 - 1 | 0 - 3  |
| BSC Young Boys   | 0 - 2    | Ajax Amsterdam         | 0 - 1 | 0 - 1  |

## Demi-finales
| Équipe 1               | Résultat | Équipe 2         | Aller | Retour |
| ---------------------- | -------- | ---------------- | ----- | ------ |
| FC Malines             | 4 - 2    | Atalanta Bergame | 2 - 1 | 2 - 1  |
| Olympique de Marseille | 2 - 4    | Ajax Amsterdam   | 0 - 3 | 2 - 1  |

## Finale
| 11 mai 1988 | FC Malines   | 1 – 0 | Ajax Amsterdam | Stade de la Meinau, Strasbourg                |                                               |
|             | den Boer 53e |       |                | Spectateurs : 39 446 Arbitrage : Dieter Pauly | Spectateurs : 39 446 Arbitrage : Dieter Pauly |

| FC Malines :  |   |                    |        |     |
|               |   |                    |        |     |
| GK            | 1 | Michel Preud'homme |        |     |
| DF            |   | Wim Hofkens        |        | 73e |
| DF            |   | Lei Clijsters      |        |     |
| DF            |   | Graeme Rutjes      |        |     |
| DF            |   | Geert Deferm       |        |     |
| MF            |   | Koen Sanders       | Averti |     |
| MF            |   | Marc Emmers        |        |     |
| MF            |   | Erwin Koeman       |        |     |
| MF            |   | Pascal De Wilde    |        | 60e |
| FW            |   | Piet den Boer      | Averti |     |
| FW            |   | Eli Ohana          |        |     |
| Remplaçants : |   |                    |        |     |
| MF            |   | Paul De Mesmaeker  |        | 60e |
| MF            |   | Paul Theunis       |        | 73e |
| Entraîneur :  |   |                    |        |     |
| Aad de Mos    |   |                    |        |     |

| AFC Ajax :     |   |                   |        |     |
|                |   |                   |        |     |
| GK             | 1 | Stanley Menzo     |        |     |
| DF             |   | Danny Blind       | 16e    |     |
| DF             |   | Peter Larsson     |        |     |
| DF             |   | Jan Wouters       | Averti |     |
| DF             |   | Frank Verlaat     |        | 73e |
| MF             |   | Aron Winter       |        |     |
| MF             |   | Arnold Mühren     |        |     |
| MF             |   | Arnold Scholten   |        |     |
| FW             |   | John van 't Schip |        | 37e |
| FW             |   | John Bosman       |        |     |
| FW             |   | Rob Witschge      |        |     |
| Remplaçants :  |   |                   |        |     |
| MF             |   | Dennis Bergkamp   |        | 37e |
| FW             |   | Henny Meijer      |        | 73e |
| Entraîneur :   |   |                   |        |     |
| Barry Hulshoff |   |                   |        |     |